# Маній Емілій Мамерцін
Ма́ній Емі́лій Мамерці́н (лат. Manius Aemilius Mamercinus; V століття до н. е.) — політичний, державний та військовий діяч Римської республіки, консул 410 року до н. е., триразовий військовий трибун з консульською владою (консулярний трибун) 405, 403 і 401 років до н. е.

## Біографічні відомості
Походив з патриціанського роду Еміліїв. Його батьком був Мамерк Емілій Мамерцін, військовий трибун з консульською владою 438 року до н. е., триразовий диктатор у 437, 434 і 426 роках до н. е.

### Цензорство
415 року до н. е. його було обрано цензором. Про подробиці діяльності на цій посаді відомостей немає.

### Консульський термін
410 року до н е. його було обрано консулом разом з Гаєм Валерієм Потітом Волузом. Цієї каденції консули незважаючи на спротив народного трибуна Марка Мененія виконували свої функції. Зокрема Гай Валерій провів вдалі бойові дії проти вольськів і еквів, захопив латинське місто Карвенто. Маній Емілій імовірно займався функціями постачання армії.

### Перша трибунська каденція
405 року до н. е. його було вперше обрано військовим трибуном з консульською владою разом з Титом Квінкцієм Капітоліном Барбатом, Луцієм Фурієм Медулліном, Гаєм Юлієм Юлом, Авлом Манлієм Вульсоном Капітоліном і Квінтом Квінкцієм Цинціннатом. Тоді Римська республіка вела війни проти міст-держав Вейї, Капена, а також з вольсками і фалісками. Римські війська з успіхом воювали того року проти Вейї, які марно намагалися підняти велику кількість етруських міст проти римлян. Вейянці були зрештою оточені римлянами і запросили миру.

### Друга трибунська каденція
403 року до н. е. його було обрано вдруге військовим трибуном з консульською владою, цього разу разом з Марком Квінтілієм Варом, Гнеєм Корнелієм Коссоом, Луцієм Валерієм Потітом, Аппієм Клавдієм Крассом Інрегілленом і Марком Фурієм Фузом. Під час цієї каденції ці трибуни, за виключенням Аппія Клавдія, займалися облогою міста Вейї. Водночас вони забезпечили невтручання в цю війну інших етруських міст. Протягом року тривали численні бойові зіткнення, навіть вперше в історії Римської республіки армія їх проводила взимку. Втім вони не принесли позитивного результату римлянам. Це спричинило конфлікт з народними трибунами, які вважали, що таким чином патриції тримають поза межами політичної боротьби багато воїнів-плебеїв, які не повернулися взимку до своїх осель. Лише вилазка вейянців призвела до зменшення напруги конфлікту.

### Третя трибунська каденція
401 року до н. е. його було втретє обрано військовим трибуном з консульською владою, цього разу разом з Цезоном Фабієм Амбустом, Луцієм Юлієм Юлом, Марком Фурієм Каміллом й знову з Луцієм Валерієм Потітом і Гнеєм Корнелієм Коссом. Цього року трибуни з військами відбили втрачений за рік до того римський військовий табір під Вейями. 
Про подальшу долю Манія Емілія Мамерціна відтоді відомостей немає.